# تافل
تافل (به انگلیسی: TOEFL) که برگرفته از سرواژگان Test of English as a Foreign Language به معنای آزمون انگلیسی به‌عنوان زبان خارجی است، آزمونی است که میزان توانایی افراد را در زمینهٔ برقراری ارتباط به زبان انگلیسی در سطح دانشگاه‌ها و مؤسسات آموزشی می‌سنجد. این آزمون توسط مؤسسه ای‌تی‌اس (ETS) در دو نوع کاغذی و اینترنتی برگزار می‌شود و در بیش از نه هزار دانشگاه و مؤسسه از بیش از یکصد و سی کشور جهان مورد پذیرش قرار می‌گیرد. تافل اولین بار در سال ۱۹۶۴ برگزار شد و پس از آن تا کنون نزدیک به ۲۰ میلیون نفر در این آزمون شرکت کرده‌اند.
مدت زمان اعتبار مدرک تافل دو سال است.

## نحوهٔ نمرده‌دهی
آزمون TOEFL iBT در مقیاس ۰ تا ۱۲۰ نمره‌دهی می‌شود.
هر یک از چهار بخش (خواندن، شنیدن، گفتگو و نوشتن) نمره‌ای از ۰ تا ۳۰ کسب می‌کند.
بخش‌های خواندن و گوش دادن ابتدا تست می‌شوند و پس از آن ده دقیقه استراحت انجام می‌شود. سپس بخش‌های صحبت کردن و نوشتن پس از استراحت تکمیل می‌شوند.
حداکثر ۲۰۳ دقیقه برای تکمیل مراحل آزمون مجاز است.
در ابتدا به هر سؤال گفتاری نمرهٔ ۰ تا ۴ داده می‌شود، و در ابتدا به هر سؤال نوشتن نمرهٔ خام ۰ تا ۵ داده می‌شود. این نمرات به نمرات مقیاس ۰ تا ۳۰ تبدیل می‌شوند.

## آزمون کاغذی Pbt
همان‌طور که از نام این آزمون مشخص است، داوطلبان برای شرکت در این آزمون باید به سوالات موجود در دفترچهٔ آزمون پاسخ دهند. این آزمون جای خود را رفته‌رفته به آزمون اینترنتی داده‌است و در واقع در آینده‌ای نه چندان دور کاملاً منسوخ خواهد شد.
در آزمون کاغذی سه مهارت زبان‌آموز مورد ارزیابی قرار می‌گیرد:
- مهارت شنیداری (Listening Comprehension)
- ساختار زبان (Structure and Language)
- مهارت خواندن (Reading Comprehension)

علاوه بر سه مهارت فوق یک قسمت برای مهارت نوشتن هم وجود دارد که در یک فرصت ۳۰ دقیقه‌ای بایستی داوطلب بتواند در مورد موضوع مشخصی بنویسد. نمرات به‌دست‌آمده از هر قسمت بعد از تغییر مقیاس یافتن با هم جمع شده و نمرهٔ کل داوطلب را مشخص می‌کند. این نمره می‌تواند بین ۳۱۰ تا ۶۷۷ تغییر کند؛ بنابراین هیچ نمرهٔ مشخصی برای قبولی یا رد شدن در این آزمون وجود ندارد و همهٔ شرکت‌کنندگان در این آزمون نمرهٔ آزمون را دریافت خواهند کرد. نمرهٔ مورد نیاز داوطلب بستگی به محلی دارد که داوطلب می‌خواهد نمرهٔ آزمون تافلش به آنجا ارسال شود. معمولاً برای ادامه تحصیل در دانشگاه‌های خارج از کشور نمرهٔ بالاتر از ۵۵۰ و برای شرکت در آزمون دکتری در داخل ایران نمرهٔ بالاتر از ۴۸۰ مورد نیاز است.

## آزمون اینترنتی Ibt
این آزمون در اواخر ۲۰۰۵ معرفی شد و به میزان قابل‌توجهی جایگزین دو نوع دیگر «مبتنی بر کامپیوتر» و «مبتنی بر دفترچه» گردید. این آزمون ابتدا در کشورهای آمریکا، کانادا، فرانسه، آلمان و ایتالیا برگزار گردید و از سال ۲۰۰۶ به کشورهای دیگر نیز به‌تدریج راه یافت. آزمون «مبتنی بر کامپیوتر» یا CBT در سپتامبر ۲۰۰۶ متوقف شد.
در این نوع آزمون شرکت‌کنندگان بایستی در تاریخ‌های مشخص‌شده در محل حوزهٔ آزمون حضور پیدا کرده و از طریق اینترنت آزمون را برگزار کنند. اعتبار مدرک این آزمون با مدارک امتحانات تافل قدیمی یکسان است ولی این آزمون دارای تفاوت‌هایی می‌باشد که از جمله می‌توان به موارد زیر اشاره کرد:
- برخلاف تافل قدیمی که بیشتر تأکید بر روی گرامر بود، این آزمون تمامی مهارت‌های زبانی را پوشش می‌دهد.
- فاصلهٔ زمانی بین شرکت در آزمون و دریافت نتیجه بر روی اینترنت حدود دو هفته می‌باشد.
- این آزمون هر ماه چند بار برگزار شده و داوطلبان آزادی عمل بیشتری در انتخاب تاریخ آزمون دارند.

این آزمون ۴ ساعته بوده و دارای ۴ بخش است. هر بخش ممکن است یک یا حتی چند مهارت را مورد آزمایش قرار دهد. یادداشت برداری در این روش بر خلاف روش مبتنی بر دفترچه مجاز است. این آزمون نمی‌تواند بیشتر از یک بار در هفته برگزار شود. البته باید دقت کرد که ممکن است یک یا چند بخش به‌صورت طولانی (طولانی‌تر از حد معمول) ارائه شوند. در این صورت مشخص نیست کدام بخش از سؤال‌ها واقعاً تصحیح شده و جزو نمره در نظر گرفته می‌شوند. انتخاب سؤالات تقریباً به‌صورت تصادفی است.

### مهارت خواندن (Reading Comprehension)
این قسمت دارای ۳ الی ۵ متن بلند و سوالاتی در مورد این متن‌ها است. موضوع متن‌ها آکادمیک بوده و معمولاً در کتاب‌های دانشگاهی یافت می‌شوند. سوالات عمدتاً در مورد موضوع اصلی متن، جزئیات، برداشت‌ها، نحوهٔ دیگر بیان جملات، جای‌گذاری جملات، واژه‌های مترادف می‌باشد. در آزمون ibt دانشجو باید مهارت‌هایی نظیر خلاصه‌برداری، برداشت سریع ایده‌های اصلی و جدول‌بندی را دارا باشد. به‌طور کلی نیازی به اطلاعات قبلی در مورد متن نیست اما اطلاعات قبلی می‌تواند کمک‌کننده باشد.

### مهارت شنیداری (Listening Comprehension)
این بخش شامل شش متن می‌باشد؛ دو مکالمهٔ دانشجویی و چهار متن نیز شبیه‌سازی کلاس درس دانشگاهی و مباحثات است.

### مهارت گفتاری (Speaking Comprehension)
این بخش مجموعاً شامل شش قسمت است؛ دو قسمت مستقل که در هرکدام از آن‌ها یک سؤال دربارهٔ زندگی آکادمیک مطرح می‌شود و دانشجو باید در مورد آن صحبت کند. چهار قسمت هم به‌صورت مجتمع است که بخش‌های reading,listening همراه با بخش speaking وجود دارد. در این بخش‌ها دانشجو باید در مورد خلاصهٔ متنی که می‌خواند یا می‌شنود یا ایده‌های جدید خود در مورد این متون صحبت کند. این صحبت‌ها باید دقیق، واضح و دارای تجزیه و تحلیل دقیق از اطلاعات ارائه شده باشد.

### مهارت نوشتاری (Writing Comprehension)
این بخش شامل دو قسمت است. یک قسمت مجتمع و یک قسمت مستقل. در بخش مجتمع دانشجو باید متن آکادمیکی را بخواند، سپس به ادامهٔ آن گوش دهد و بعد از آن نظرات خود را در مورد متن بنویسد. در بخش مستقل نیز دانشجو یک مقالهٔ شخصی در مورد سؤال ارائه شده می‌نویسد.
نمره هر یک از مهارت‌ها بین ۰ تا ۳۰ بوده و در مجموع نمره بین ۰ تا ۱۲۰ است. نمره ۷۹ یا ۸۰ این آزمون معادل ۵۵۰ آزمون کاغذی شناخته می‌شود که برای ورود به اکثر دانشگاه‌ها در مقطع تحصیلات تکمیلی مورد نیاز است.

## هزینهٔ آزمون
هزینهٔ این آزمون در کشورهای مختلف متفاوت است. جدول زیر هزینهٔ شرکت در آزمون تافل در کشورهای مختلف را نشان می‌دهد.
| کشور                 | هزینه به دلار آمریکا |
| -------------------- | -------------------- |
| افغانستان            | ---                  |
| آلبانی               | ۱۸۰                  |
| الجزایر              | ۱۸۰                  |
| ساموای امریکا        | ---                  |
| آندورا               | ۱۷۰                  |
| آرژانتین             | ۱۶۵                  |
| ارمنستان             | ۱۶۰                  |
| استرالیا             | ۲۴۰                  |
| اتریش                | ۲۴۰                  |
| آذربایجان            | ۱۶۰                  |
| باهاما               | ۱۶۰                  |
| بحرین                | ۲۰۰                  |
| بنگلادش              | ۱۶۰                  |
| بلاروس               | ۱۸۰                  |
| بلژیک                | ۲۴۰                  |
| بنین                 | ۱۶۰                  |
| برمودا               | ۱۶۰                  |
| بولیوی               | ۱۷۵                  |
| بوسنی و هرزگوین      | ۱۸۰                  |
| بوتسوانا             | ۱۷۵                  |
| برزیل                | ۲۱۰                  |
| برونئی               | ---                  |
| بلغارستان            | ۲۰۰                  |
| بورکینیافاسو         | ---                  |
| کامبوج               | ۱۶۰                  |
| کامرون               | ۱۷۵                  |
| کانادا               | ۲۲۵                  |
| جمهوری آفریقای مرکزی | ۱۶۰                  |
| شیلی                 | ۲۱۰                  |
| کلمبیا               | ۲۰۰                  |
| کنگو                 | ---                  |
| کاستاریکا            | ۱۷۵                  |
| ساحل عاج             | ۱۶۰                  |
| کرواسی               | ۲۰۰                  |
| قبرس                 | ۲۲۰                  |
| جمهوری چک            | ۲۴۰                  |
| دانمارک              | ۲۴۰                  |
| دومینکن              | ۱۶۰                  |
| اکوادور              | ۱۸۰                  |
| السالوادور           | ۱۶۰                  |
| استونی               | ۲۰۰                  |
| اتیوپی               | ۱۶۰                  |
| جزایر فارو           | ---                  |
| فلاند                | ۲۴۰                  |
| فرانسه               | ۲۴۰                  |
| گامبیا               | ۱۶۰                  |
| گرجستان              | ۱۶۰                  |
| آلمان                | ۲۴۰                  |
| غنا                  | ۱۶۰                  |
| یونان                | ۲۴۰                  |
| گرینلند              | ۱۶۰                  |
| گووادلوپ             | ۱۶۰                  |
| گوام                 | ۱۶۰                  |
| گواتمالا             | ۱۶۰                  |
| گینه                 | ۱۶۰                  |
| هایتی                | ۱۶۰                  |
| هندوراس              | ۱۶۰                  |
| هنگ کنگ              | ۱۸۰                  |
| مجارستان             | ۲۲۰                  |
| ایسلند               | ۲۰۰                  |
| هند                  | ۱۶۵                  |
| اندونزی              | ۱۷۵                  |
| ایران                | ۲۲۵                  |
| عراق                 | ۱۷۰                  |
| ایرلند               | ۲۲۰                  |
| اسرائیل              | ۲۰۰                  |
| ایتالیا              | ۲۴۰                  |
| جامایکا              | ۱۷۵                  |
| ژاپن                 | ۲۱۰                  |
| اردن                 | ۱۶۵                  |
| قزاقستان             | ۱۶۰                  |
| کنیا                 | ۱۶۵                  |
| کره                  | ۱۷۰                  |
| کوزوو                | ۱۶۰                  |
| کویت                 | ۲۳۵                  |
| قرقیزستان            | ۱۶۰                  |
| لائوس                | ۱۶۰                  |
| لتونی                | ۲۰۰                  |
| لبنان                | ۱۷۰                  |
| لیبی                 | ---                  |
| لیتوانی              | ۲۰۰                  |
| لوکزامبورگ           | ۲۴۰                  |
| ماکائو               | ۱۹۰                  |
| مقدونیه              | ۱۷۵                  |
| مالزی                | ۱۷۰                  |
| مالدیو               | ۱۹۰                  |
| مالی                 | ۱۶۰                  |
| مالتا                | ۲۰۵                  |
| جزایر مارشال         | ---                  |
| موریتانی             | ۱۶۰                  |
| موریس                | ---                  |
| مکزیک                | ۱۶۰                  |
| مولدووا              | ۱۶۰                  |
| موناکو               | ۲۱۵                  |
| مغولستان             | ۱۶۰                  |
| مراکش                | ۱۸۵                  |
| موزامبک              | ۱۶۰                  |
| میانمار              | ۱۶۰                  |
| نپال                 | ۱۶۰                  |
| آنتیل هلند           | ---                  |
| هلند                 | ---                  |
| نیوزلند              | ۲۲۵                  |
| نیجریه               | ۱۶۰                  |
| جزایر آریانا شمالی   | ۱۶۰                  |
| نروژ                 | ۲۵۰                  |
| نیجریه               | ۱۷۵                  |
| عمان                 | ۱۹۵                  |
| پاکستان              | ۱۶۰                  |
| سرزمین فلسطین        | ۱۶۰                  |
| پاناما               | ۱۶۵                  |
| پاپوآ گینه نو        | ۱۸۰                  |
| پاراگوئه             | ۱۹۵                  |
| پرو                  | ۱۸۵                  |
| فلیپین               | ۱۸۵                  |
| لهستان               | ۲۰۰                  |
| پرتغال               | ۲۴۰                  |
| پورتوریکو            | ۱۷۰                  |
| قطر                  | ۲۱۵                  |
| ریونین               | ۱۶۰                  |
| رومانی               | ۲۰۰                  |
| روسیه                | ۲۵۰                  |
| سنت کیتس و نویس      | ---                  |
| عربستان سعودی        | ۲۱۵                  |
| سنگال                | ---                  |
| صربستان              | ۱۸۰                  |
| سنگاپور              | ۲۲۰                  |
| اسلواکی              | ۲۰۰                  |
| اسلوونی              | ۲۰۰                  |
| آفریقای جنوبی        | ---                  |
| اسپانیا              | ۲۴۰                  |
| سری لانکا            | ۱۵۰                  |
| سوازیلند             | ۱۶۰                  |
| سوئیس                | ۲۵۰                  |
| سوئد                 | ---                  |
| سوریه                | ---                  |
| تایوان               | ---                  |
| تاجیکستان            | ۱۶۰                  |
| تاترانیا             | ۱۶۰                  |
| تایلند               | ۱۷۰                  |
| ترینیدادوتوباگو      | ---                  |
| تونس                 | ۱۸۵                  |
| ترکیه                | ۱۶۰                  |
| اوگاندا              | ۱۶۰                  |
| اوکراین              | ۱۷۵                  |
| امارات               | ۲۲۰                  |
| انگلستان             | ۱۸۵                  |
| آمریکا               | ۱۷۵                  |
| اروگوئه              | ۱۶۰                  |
| ازبکستان             | ۱۶۰                  |
| ونزوئلا              | ۲۰۰                  |
| ویتنام               | ۱۶۰                  |
| جزایر ویر جین        | ---                  |
| کرانه باختری         | ۱۶۵                  |
| یمن                  | ۱۶۰                  |
| زامبیا               | ۱۹۵                  |
| زیمبابوه             | ۱۶۰                  |

## تافل در ایران
بر طبق داده‌های موجود در اوایل سال ۲۰۱۰، این آزمون در شهرهای آمل، تبریز، شیراز، ارومیه، زنجان به‌صورت اینترنتی، در جزیرهٔ کیش و کرج به‌صورت کاغذی، و در اصفهان و تهران به هر دو صورت برگزار می‌گردد.
هم‌اکنون این آزمون در ایران فقط به‌صورت مبتنی بر اینترنت (ibt) برگزار می‌شود.